# Berberis actinacantha
Berberis actinacantha là một loài thực vật có hoa trong họ Hoàng mộc. Loài này được Mart. ex Schult. & Schult.f. mô tả khoa học đầu tiên năm 1829.

## Hình ảnh

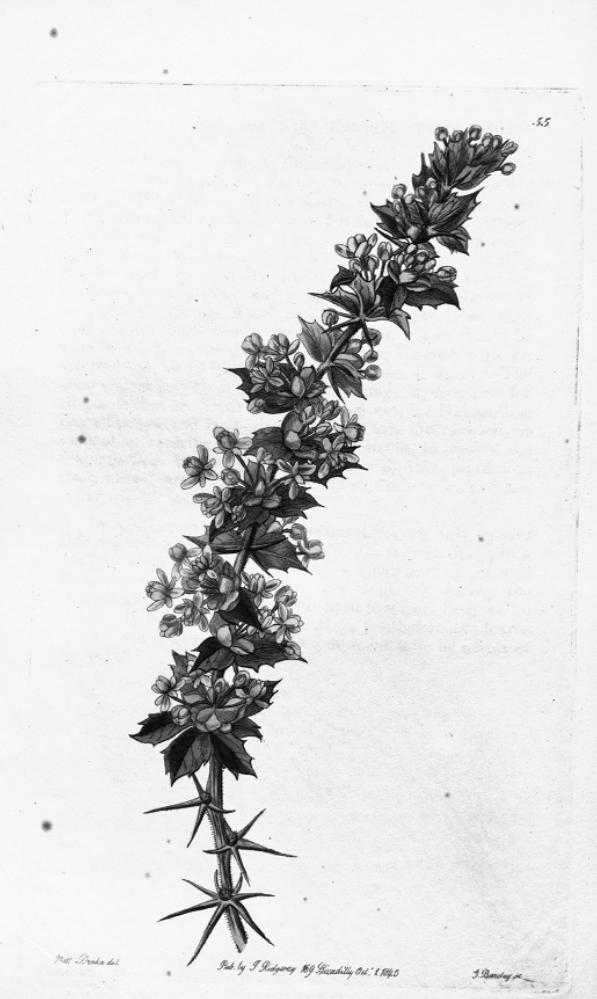